# Гринбелт (Мериленд)
Гринбелт (енгл. Greenbelt) град је у америчкој савезној држави Мериленд.

## Демографија
По попису из 2010. године број становника је 23.068, што је 1.612 (7,5%) становника више него 2000. године.
| Група             | 2000.         | 2010.          |
| Белци             | 7.986 (37,2%) | 5.974 (25,9%)  |
| Афроамериканци    | 8.871 (41,3%) | 11.032 (47,8%) |
| Азијати           | 2.586 (12,1%) | 2.239 (9,7%)   |
| Хиспаноамериканци | 1.383 (6,4%)  | 3.301 (14,3%)  |
| Укупно            | 21.456        | 23.068         |